# 19 janvier 1886
Le mardi 19 janvier 1886 est le 19e jour de l'année 1886.

## Naissances
- Léon Gontier, militant socialiste et résistant français († 31 décembre 1944).
- Maxime de Margerie, banquier français († 16 avril 1974).
- Misak Metsarents, poète arménien († 5 juillet 1908).
- Giuseppe Santhià, coureur cycliste italien († 18 février 1978).
- William Whiteman Carlton Topley, bactériologiste britannique († 21 janvier 1944).

## Décès
- Paul Foubert, homme politique français (° 21 mai 1812).
- Victor Frerejean, maître de forges français (° 31 octobre 1802).
- Guillaume Joseph Gabriel de La Landelle, officier de marine et romancier français (° 5 mars 1812).
- Camille Lebrun, écrivaine française (° 1er mai 1805).
- Jean Louis Henri Villain, homme politique français (° 27 décembre 1819).